# Christoph Erdmann von Nassau
Christoph Erdmann von Nassau (* um 1690; † um 1755) war ein preußischer Landrat.

## Leben
Christoph Erdmann von Nassau war der Sohn von Hans Christoph von Nassau (* um 1650), Erbherr auf Hartmannsdorf. Im November 1706 immatrikulierte er sich an der Universität Frankfurt (Oder). Im Anschluss wandte er sich als Erbherr auf Hartmannsdorf und Ochelhermsdorf (Landkreis Grünberg) der Landwirtschaft zu. Zu Beginn des Jahres 1742 wurde er zum ersten Landrat des Landkreises Grünberg in Schlesien ernannt. Das Amt übte er bis zu dem von ihm gewünschten Abschied im Januar 1752 aus. Sein Amtsnachfolger wurde Gustav Christian von Prittwitz und Gaffron.

## Familie
Christoph Erdmann von Nassau war in erster Ehe mit Barbara Eleonora (* 21. August 1691 in Breslau), geb. von Schwemmler verheiratet. In zweiter Ehe vermählte er sich mit Barbara Eleonora, geb. von Hickmann.
Die vier Söhne waren:
- Christoph Ernst (* um 1714)
- Christoph Erdmann (1715–1785), Kriegs- und Domänenrat
- Christoph Maximilian Gottlob (* um 1716)
- Christoph Carl (* um 1721)

Der ältere Bruder seines Vaters war der preußische Generalleutnant Ernst Christoph von Nassau (1686–1755).